# Paixão segundo São João, BWV 245
A Paixão segundo São João, BWV 245 (em alemão: Johannes-Passion) é um oratório sacro de Johann Sebastian Bach. A peça foi composta em Leipzig, no dia 7 de abril, vésperas da sexta-feira santa de 1724.
A obra é uma representação dramática do texto contido no Evangelho de João, emoldurada por dois corais (abertura e final) e dramatizada de forma reflexiva em recitativos, corais, ariosos, e árias. Comparada com a Paixão segundo São Mateus, BWV 244, a Paixão segundo São João tem sido descrita como mais destacada, com um andamento expressivo, às vezes mais solto e menos "acabado".
A Paixão é uma obra de ocasião, e por regra, foi ouvida apenas uma única vez. Obra muito elaborada artisticamente, o que o ouvinte não conseguia entender em termos estéticos, como disse Chafe, era compensado por seu conhecimento de uma rede de intenções que ligavam a experiência religiosa de cada um ao seu contexto cultural e religioso maior. A principal dentre essas intenções era apresentar o caráter dinâmico da experiência religiosa num programa didático sequencial de afetos e formas com que o ouvinte comum pudesse se identificar, criando uma ponte entre as Escrituras e a fé, à luz, naturalmente, da tradição hermenêutica fundada por Lutero. Para conseguir esse objetivo, além do conteúdo explícito dos textos, Bach recorria a um rico repertório de elementos puramente musicais para ilustrar e enfatizar o texto, elementos que por sua vez estavam associados a uma série de convenções simbólicas e alegóricas então de domínio público, um procedimento típico do Barroco em geral, no caso aplicado aos propósitos do Protestantismo.

## Primeira apresentação
Originalmente Bach planejou a peça para ser apresentada na Igreja de São Tomás em Leipzig, mas uma decisão de última hora do conselho municipal de música mudou a apresentação para a Igreja de São Nicolau. Bach rapidamente aceitou a mudança do serviço, mas apontou que, como as  partituras já estavam impressas e o cravo de São Nicolau precisava de reparos, seria necessário um pequeno investimento no sentido de ampliar o espaço físico para os músicos dentro do coro além do conserto do cravo. O conselho aceitou a reivindicação de Bach e anunciou em toda a cercania de Leipzig a mudança do local, além de realizar todas as solicitações feitas pelo compositor.

## Arquitetura e texto

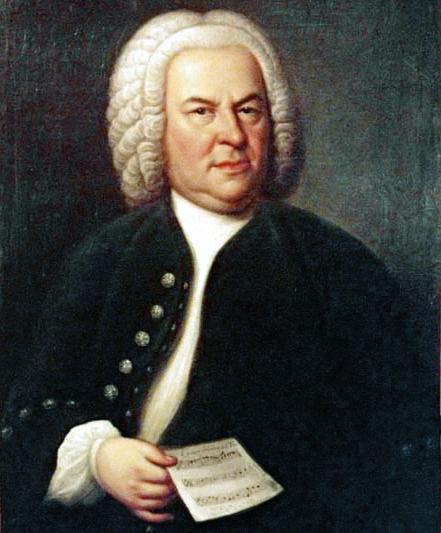
Johann Sebastian Bach

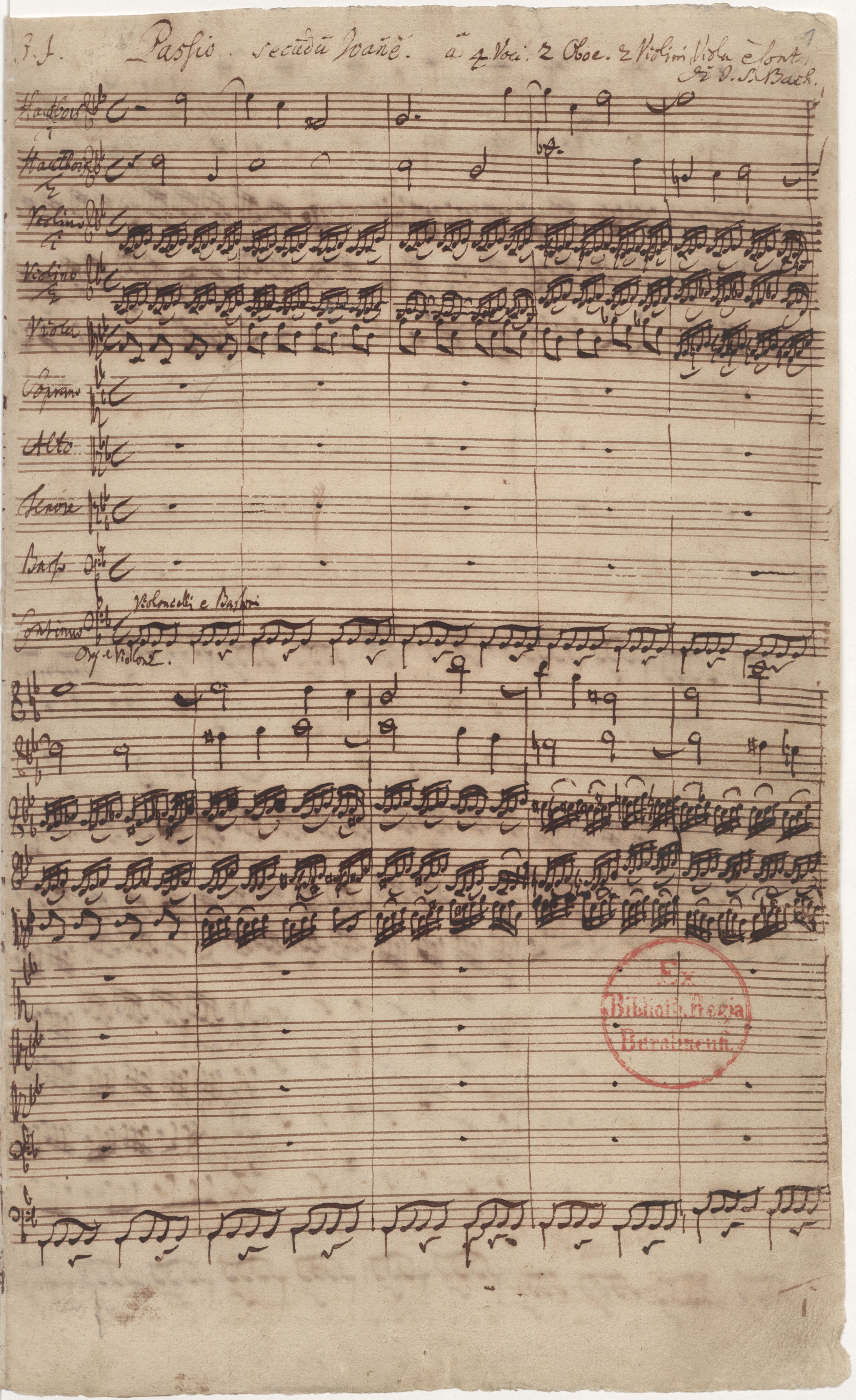
Primeira página autografada: Paßio secudu Joane

Bach seguiu os capítulos 18 e 19 do Evangelho de João da Bíblia luterana, e o tenor evangelista diz exatamente o texto dessa Bíblia. A compilação e poemas adicionais são de autoria desconhecida, seguindo o modelo do Hinário luterano e da Paixão segundo João de Christian Heinrich Postel (c.1712).
Na primeira parte, a primeira cena se dá no Vale do Cédron, e a segunda no palácio do sumo sacerdote Caifás. A segunda parte mostra três cenas, uma com Pôncio Pilatos, outra no Gólgota, e outra nas ruas de Jerusalém.  O argumento dramático entre Pilatos, Jesus e os sacerdotes não é interrompido pelas reflexões feitas pelo coro, que em Bach sempre representa o povo.
| - 1. Coro: Herr, unser Herrscher, dessen Ruhm in allen Landen herrlich ist! 2a. Evangelista, Jesus: Jesus ging mit seinen Jüngern über den Bach Kidron 2b. Coro: Jesum von Nazareth 2c. Evangelista, Jesus: Jesus spricht zu ihnen 2d. Coro: Jesum von Nazareth 2e. Evangelista, Jesus: Jesus antwortete: Ich hab's euch gesagt, daß ich's sei - 3. Coral: O große Lieb, o Lieb ohn alle Maße 4a. Evangelista, Jesus: Auf daß das Wort erfüllet würde - 5. Coral: Dein Will gescheh, Herr Gott, zugleich 6. Evangelista: Die Schar aber und der Oberhauptmann 7. Ária (alto, oboes): Von den Stricken meiner Sünden 8. Evangelista: Simon Petrus aber folgete Jesu nach 9. Ária (soprano, flautas): Ich folge dir gleichfalls mit freudigen Schritten 10. Evangelista, Empregada, Pedro, Jesus e um Servo: Derselbige Jünger war dem Hohenpriester bekannt - 11. Coral: Wer hat dich so geschlagen 12a. Evangelista: Und Hannas sandte ihn gebunden zu dem Hohenpriester Kaiphas 12b. Coro: Bist du nicht seiner Jünger einer? 12c. Evangelista, Pedro, Servo: Er leugnete aber 13. Ária (tenor): Ach, mein Sinn - 14. Coral: Petrus, der nicht denkt zurück - 15. Coral: Christus, der uns selig macht 16a. Evangelist, Pilate: Da führeten sie Jesum von Kaiphas vor das Richthaus 16b. Coro: Wäre dieser nicht ein Übeltäter, wir hätten dir ihn nicht überantwortet. 16c. Evangelist, Pilate: Da sprach Pilatus zu ihnen 16d. Coro: Wir dürfen niemand töten. 16e. Evangelist, Pilate, Jesus: Auf daß erfüllet würde das Wort Jesu - 17. Coral: Ach großer König, groß zu allen Zeiten 18a. Evangelista, Pilatus, Jesus: Da sprach Pilatus zu ihm 18b. Coro: Nicht diesen, sondern Barrabam! 18c. Evangelista, Pilatus, Jesus: Barrabas aber war ein Mörder. 19. Arioso (baixo, viola d'amore, lute): Betrachte, meine Seel, mit ängstlichem Vergnügen 20. Ária (tenor, viole d'amore): Erwäge, wie sein blutgefärbter Rücken | 21a. Evangelista: Und die Kriegsknechte flochten eine Krone von Dornen 21b. Coro: Sei gegrüßet, lieber Jüdenkönig! 21c. Evangelista, Pilate: Und gaben ihm Backenstreiche. 21d. Coro: Kreuzige, kreuzige! 21e. Evangelista, Pilatus: Pilatus sprach zu ihnen 21f. Coro: Wir haben ein Gesetz, und nach dem Gesetz soll er sterben 21g. Evangelista, Pilatus, Jesus: Da Pilatus das Wort hörete, fürchtet' er sich noch mehr - 22. Coral: Durch dein Gefängnis, Gottes Sohn muß uns die Freiheit kommen 23a. Evangelista: Die Jüden aber schrieen 23b. Coro: Lässest du diesen los, so bist du des Kaisers Freund nicht 23c. Evangelista, Pilate: Da Pilatus da Wort hörete, führete er Jesum heraus 23d. Coro: Weg, weg mit dem, kreuzige ihn! 23e. Evangelista, Pilatus: Spricht Pilatus zu ihnen 23f. Coro: Wir haben keinen König denn den Kaiser. 23g. Evangelista: Da überantwortete er ihn daß er gekreuziget würde. 24. Ária (baixo) e coro: Eilt, ihr angefochtnen Seelen 25a. Evangelista: Allda kreuzigten sie ihn 25b. Coro: Schreibe nicht: der Jüden König 25c. Evangelista, Pilate: Pilatus antwortet - 26. Coral: In meines Herzens Grunde 27a. Evangelista: Die Kriegsknechte aber, da sie Jesum gekreuziget hatten, nahmen seine Kleider 27b. Coro: Lasset uns den nicht zerteilen, sondern darum losen, wes er sein soll. 27c. Evangelista, Jesus: Auf daß erfüllet würde die Schrift - 28. Coral: Er nahm alles wohl in acht 29. Evangelista, Jesus: Und von Stund an nahm sie der Jünger zu sich. 30. Ária (contralto, viola da gamba): Es ist vollbracht! 31. Evangelista: Und neiget das Haupt und verschied. 32. Ária (baixo e coro]]: Mein teurer Heiland, laß dich fragen 33. Evangelista: Und siehe da, der Vorhang im Tempel zeriß in zwei Stück 34. Arioso (tenor, flutes, oboes): Mein Herz, in dem die ganze Welt bei Jesu Leiden gleichfalls leidet 35. Ária (soprano, flute, oboe da caccia): Zerfließe, mein Herze, in Fluten der Zähren 36. Evangelista: Die Jüden aber, dieweil es der Rüsttag war - 37. Coral: O hilf, Christe, Gottes Sohn 38. Evangelista: Darnach bat Pilatum Joseph von Arimathia - 39. Coro: Ruht wohl, ihr heiligen Gebeine - 40. Coral: Ach Herr, lass dein lieb Engelein |  |

### Textos adicionais
Bach seguiu o Evangelho de João, mas acrescentou duas linhas do Evangelho de Mateus, o choro de Pedro e o rasgar do véu do templo. Ele escolheu o coral Herzliebster Jesu, foi verbrochen Du Hast de Johann Heermann (1630), para o versículo 6 do movimento 3. Para os versículos 7 e 8 do 17.º movimento: Vater unser im Himmelreich de Martinho Lutero (1539), para o movimento 5, versículo 4, O Welt, dein Leben Sieh hier de Paul Gerhardt (1647), versículos 3 e 4 do movimento 11, Jesu Leiden, Pein und Tod de Paul Stockmann (1633), versículo 10, movimento 14, versículos 20 ao 28, e o último verso do movimento 32: Christus, uns Selig der macht de Michael Weiße (1531), versículo 1, movimento 15, e versículo 8 do 37 ", Valet will ich dir geben de Valério Herberger (1613), versículo 3 do movimento 26 Herzlich lieb dich ich hab, o Herr de Martin Schalling (1571).
Para o coral central Durch dein Gefängnis, uns Sohn Gottes muss kommen die Freiheit (Através de sua prisão, Filho de Deus, a liberdade deve vir até nós)(22) Bach adaptou as palavras de uma ária da Paixão de João de Christian Heinrich Postel (1700) e usou a melodia de mir Mach mit Gott, Gut deiner nach de Johann Hermann Schein. A arquitetura da peça mostra a simetria dos dois coros em todo esse movimento. A música do coro precedente  Wir haben ein Gesetz(21f) corresponde ao Lässest du diesen los(23-b), ihn Kreuzige!(21d) é repetida de forma intensificada em Weg, weg mit dem, ihn kreuzige!(23d), Gegrüßet Sei, lieber Jüdenkönig reaparece como nicht Schreibe: König der Juden(25b).

## Estrutura
Muitos compositores escreveram composições sobre a Paixão de Cristo no século XVII. Como outras Paixões em forma de oratório, a composição de Bach apresenta o texto bíblico de João, de um modo relativamente simples, usando, prioritariamente, recitativos, enquanto nas árias e ariosos emprega textos poéticos, que comentam os vários eventos da narrativa bíblica.
Dois aspectos distintos da composição de Bach brotam de seus outros esforços eclesiásticos. Um deles é o formato de coro-duplo, que se origina em seus próprios motetos a coro-duplo e os muitos motetos desse tipo, escritos por outros compositores, com os quais ele iniciava rotineiramente os cultos dominicais. O outro é o uso abundante de corais, que aparece na composição padrão a 4 partes, como interpolações em árias, e como um cantus firmus em extensos movimentos polifônicos, notadamente "O Mensch, bewein dein’ Sünde groß," a conclusão do primeiro meio-movimento que essa obra tem em comum com a sua Paixão segundo Mateus — e o coro inicial, Kommt, ihr Tochter, helft mir Klagen, no qual o soprano in ripieno coroa a colossal edificação da tensão polifônica e harmonica, cantando um verso do coral O Lamm Gottes, unschuldig.
A Paixão segundo São João foi escrita para um pequeno grupo de solistas, coro a quatro vozes, cordas e baixo contínuo, Flauta, oboé, e oboé da caccia. Para cores especiais, Bach se utilizou do alaúde, viola d'amore e viola da gamba, instrumentos que já estavam fora de moda na época.
Nos dias atuais a performance da parte de Jesus é dada a um baixo solista, Pilatus e as árias graves para outro. Alguns tenores cantam o Evangelista e as árias. As peças menores (Pedro, empregada doméstica e o Servo) são muitas vezes realizadas por membros do coro.

## Versões

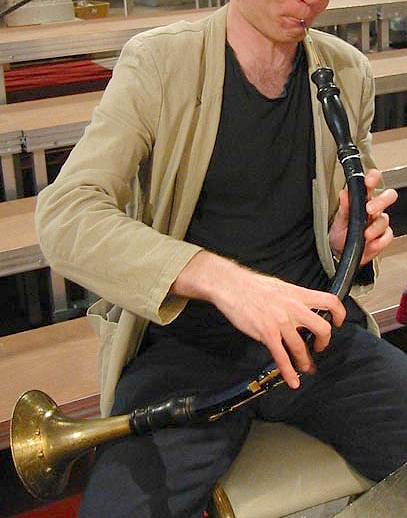
Um oboé da caccia

As pesquisas apontam que Bach revisou várias vezes a obra antes de apontar uma versão final na década de 1740. Os números alternativos que Bach introduziu em 1725, foram posteriormente removidos e podem ser encontrados no apêndice de dezenas de trabalhos, tais como no da Neue Bach Ausgabe.
A Paixão segundo São João não foi a primeira Paixão de Bach. Enquanto ele trabalhava como organista em 1708 e Konzertmeister em 1714 em Weimar, Bach escreveu, possivelmente, uma paixão agora perdida. Às vezes, ao ouvir porções da Paixão segundo São João, percebemos uma  sensação de música antiga e alguns estudiosos acreditam que essas porções são as partes sobreviventes da Paixão de Weimar. Ao contrário da Paixão segundo São Mateus, em que Bach fez poucas e insignificantes alterações, a Paixão segundo São João foi objeto de várias revisões importantes. A versão original de 1724 é a mais familiar para nós hoje. Em 1725, Bach substituiu o refrão de abertura e encerramento e acrescentou três árias (BWV 245-c), enquanto cortou Ach, mein Sinn da versão original. O coro de abertura foi substituído por O Mensch, bewein dein Sunde, que depois foi transposto e reutilizado no final de uma das partes da Paixão segundo São Mateus. O coral de encerramento foi substituído por uma parte de Du Lamm Christe Gottes, tirada da cantata Wahrer Du und Gott Davids Sohn, BWV 23.
Em 1730, Bach revisa mais uma vez a Paixão, restaurando o coro de abertura original e o coral final, também removeu três árias. Ele também extirpou as duas interpolações do Evangelho de Mateus, que apareceu no trabalho, provavelmente devido a acusações por parte das autoridades eclesiásticas. A primeira delas, ele simplesmente removeu, para substituir a segunda ele compôs uma nova sinfonia. Ele também inseriu uma ária para substituir o ainda desaparecido Ach, mein Sinn. Nem a ária, nem a sinfonia foram preservadas. Em geral, Bach optou por manter o texto bíblico, inserindo textos do hinário luterano apenas para facilitar o retorno a substância do serviço litúrgico.
Podemos inferir que Bach tinha em mente uma orquestra composta de não mais de 15 a 17 músicos. Em 1749, ele voltou ao original de 1724, fazendo apenas pequenas mudanças para a orquestração, nomeadamente substituindo a viola d'amore, então quase obsoleta, pelo violino.
No verão de 1815, as Paixões de Bach começaram a ser estudadas novamente, Fred Wolle, com seu Coral União em 1888 na cidade de Belém, foi o primeiro a realizar a Paixão segundo São João nas Américas. Isso provocou um renascimento da música coral de Bach no Novo Mundo.

## Uso congregacional

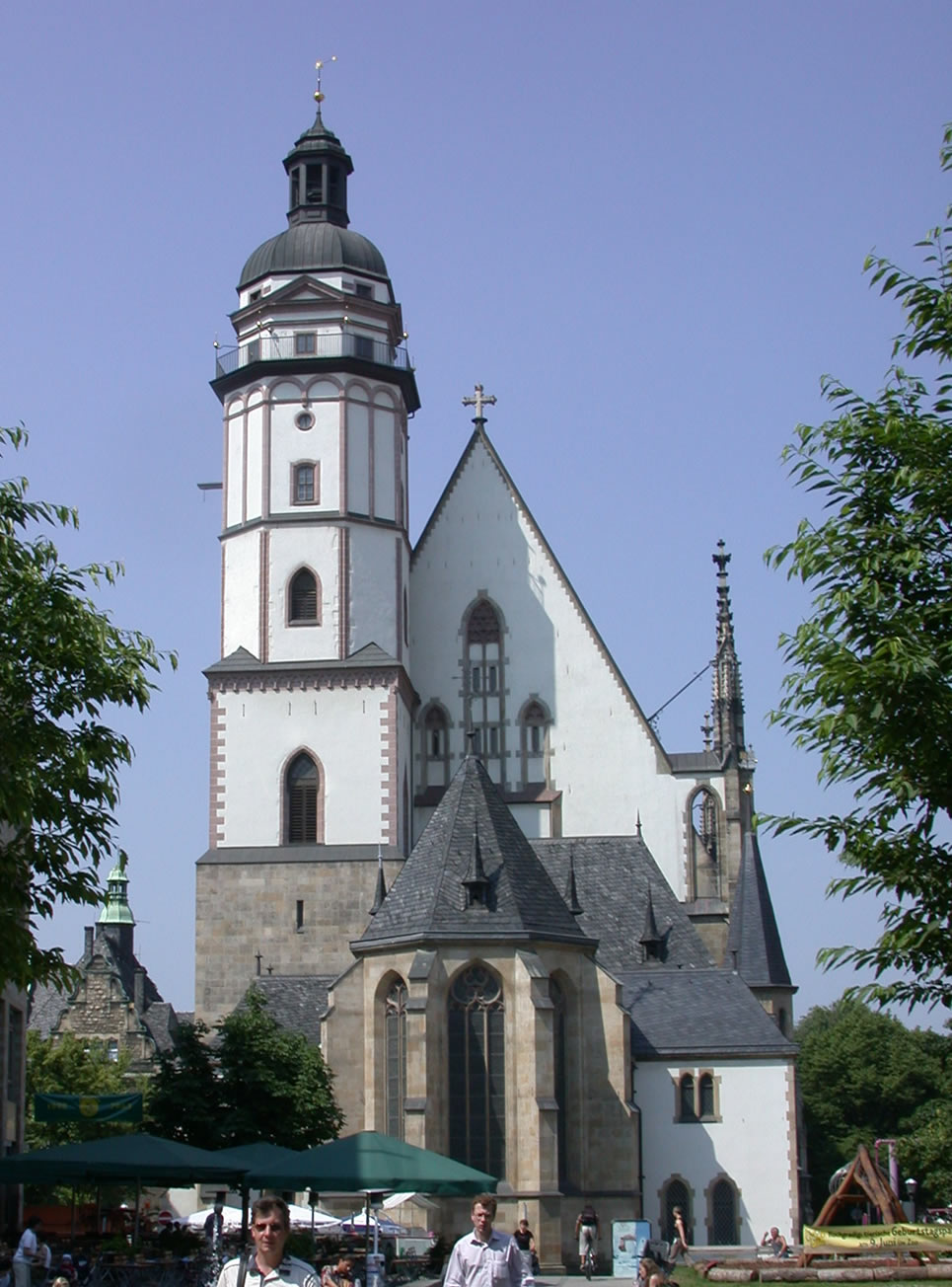
A Igreja de São Tomás em Leipzig

Ao escrever a Paixão segundo São João, a intenção de Bach era manter o espírito da congregação no culto de adoração da igreja luterana de São Tomás. O texto para o corpo do serviço é retirado do Evangelho de João, capítulos 18 e 19. Para aumentar estes capítulos, que diminui na música, Bach utilizou um corpo elaborado de comentários composto de hinos, que eram freqüentemente chamados de corais e árias. Bach usou a Bíblia de Lutero, com pequenas alterações por conta da prosódia.
Bach provou que a ópera sacra como um gênero musical não tem que se tornar superficial no uso litúrgico, permanecendo fiel ao cantus firmus e á palavra das Escrituras. Ele não desejava que a Paixão fosse considerada um concerto sacro de menor envergadura O texto para a oração de abertura, Herr, unser Herrscher, Dessen Ruhm, assim como as árias, corais e do coro Ruht Wohl, ihr Heiligen Gebeine, são provenientes de outras fontes.
Há um exemplo histórico recente para o caráter liturgico da Paixão de São João. No início de 1950 na Hungria, aos músicos congregacionais era permitido tocar música na igreja somente no âmbito da liturgia. No entanto, a Paixão é uma liturgia quase completa. Assim, a solução foi inserir os quatro elementos que faltam de uma liturgia luterana, dessa forma os músicos poderiam executar toda a paixão, como se fosse parte da liturgia.

## Crítica
O texto e a música da Paixão tem sido criticada como antissemita. Esta acusação está intimamente ligada ao tom do Evangelho de João em relação ao judaísmo.
Tendo chegado aos Estados Unidos em 1937 como um judeu refugiado da Alemanha nazista, Lukas Foss alterou o texto de "Juden" para "Leute" (povo) quando dirigiu apresentações do trabalho. Esta tem sido a tendência de inúmeras  denominações cristãs desde o século XX, bem como, por exemplo, a Igreja Episcopal, quando lê o evangelho durante a Quaresma, no serviço da sexta-feira santa. O luterano Michael Marissen examina a controvérsia em detalhe. Ele conclui que as Paixões de Bach contêm menos declarações depreciativas em relação aos judeus do que muitas outras versões contemporâneas da Paixão. Ele também observa que Bach usou palavras para comentar as árias e hinos que tendem a transferir a culpa pela morte de Jesus "dos judeus" para a congregação dos cristãos.